# Catriel
Catriel är en ort i Argentina.   Den ligger i provinsen Río Negro, i den centrala delen av landet, 900 km väster om huvudstaden Buenos Aires. Catriel ligger 323 meter över havet och antalet invånare är 15 169.
Terrängen runt Catriel är platt, och sluttar söderut. Catriel är det största samhället i trakten.
Omgivningarna runt Catriel är i huvudsak ett öppet busklandskap. Trakten runt Catriel är nära nog obefolkad, med mindre än två invånare per kvadratkilometer.